# مورکم
مورکامب یا مورکم (/ˈmɔːrkəm/ MOR-kəm[2][3]) یک شهرک ساحلی و محله مدنی در ناحیه شهر لنکستر در لنکاوی، انگلستان، در خلیج مورکم، بخشی از دریای ایرلند است. در سال 2011 جمعیت این محله 34768 نفر بوده است.
latitudeمورکمlongitudeمورکم
مورکم (به انگلیسی: Morecambe) یک شهرک در بریتانیا است که در انگلستان واقع شده‌است.